# トルステン・ヨハンソン
トルステン・ヘニング・ヨハンソン（Torsten Henning Johansson、1906年1月17日 - 1989年1月8日）は、スウェーデン・ノーショーピング出身の元同国代表サッカー選手。現役時代のポジションはミッドフィールダー。
自身が30歳の時にスウェーデン代表として出場したベルリンオリンピックでは、1回戦の日本代表戦に出場したが、2-3で敗戦した。